# Lacarry-Arhan-Charritte-de-Haut
Lacarry-Arhan-Charritte-de-Haut település Franciaországban, Pyrénées-Atlantiques megyében. Lakosainak száma 117 fő (2022. január 1.). Lacarry-Arhan-Charritte-de-Haut Alçay-Alçabéhéty-Sunharette, Etchebar, Larrau és Lichans-Sunhar községekkel határos.

## Népesség
A település népességének változása:
| Lakosok száma | 126  | 127  | 130  | 130  | 130  | 131  | 131  | 125  | 117  |
|               | 2013 | 2015 | 2016 | 2017 | 2018 | 2019 | 2020 | 2021 | 2022 |